# マーテル (ミサイル)
マーテル（英語: Missile Anti-Radar and TELevision, MARTEL）は、フランスのマトラ社とイギリスのホーカー・シドレー・ダイナミクス（HSD）が共同で開発した空対地ミサイル。

## 設計

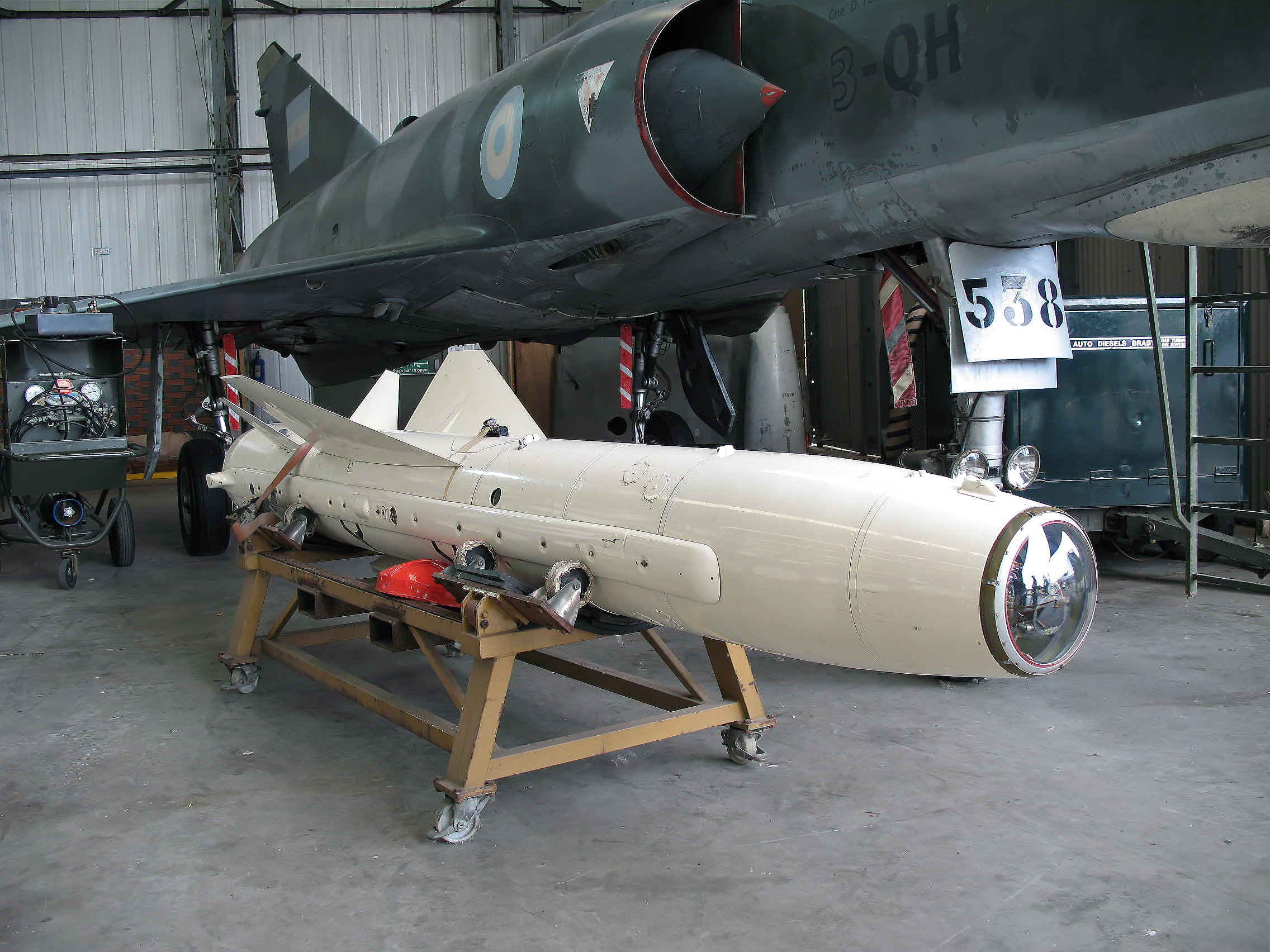
TV誘導型

その名の通り、パッシブ・レーダーホーミング（PRH）誘導版（対レーダーミサイル）のAJ.168と、画像（TV）誘導版のAS.37とがファミリー化して開発された。AJ.168はファイア・アンド・フォーゲットが可能だったのに対し、AS.37は、必要に応じて指令誘導を行う必要があった。目標を捕捉する公算を向上させ、母機への危険を最小化するため、事前に幅広いコースをインプットすることができた。AJ.168はマトラ社で製造され、そのAD-37誘導装置はエレクトロニーク・マルセル・ダッソー社で製造された。一方、AS.37はHSD社で製造され、その画像・指令誘導装置はマルコーニ社で製造された。
エンジンは固体燃料ロケット方式を採用しており、ブースターとしては2.4秒間燃焼するホチキス-ブラーント/SNPE社製のバジル、サステナーとしては22.2秒間燃焼するアエロスパシアル/SNPE社製のカサンドラが採用されていた。

## 運用史
モックアップを用いた試験は1964年夏より開始され、1965年から1966年にかけて両バージョンの試作機が完成した。試射は成功を収め、1968年に開発完了が宣言された。1969年からの実用試験を経て、1972年より装備化された。なお1960年代後半、CVA-01級航空母艦の計画中止に直面したイギリス海軍は、対水上戦能力低下を補うため、PRH誘導版マーテルを潜水艦に搭載することを検討していたが、結局これは実現しなかった。
その後、フランスでは、若干高速化するとともにPRH誘導装置の改良を図ったARMATが開発され、AJ.168の後継として配備されたが、1990年代後半の時点でも、若干数のマーテルが残存していた。またマトラ社では、イタリアのオート・メラーラ社と共同で、マーテルを元にした艦対艦ミサイルとしてオトマートを開発したほか、BAeダイナミクスもマーテルを元にした空対艦ミサイルとしてシーイーグルを開発した。更にアエロスパシアル社のエグゾセについても、固体燃料ロケット・モーターは本機との類似性が指摘されている。

### 採用国
- エジプト
- フランス
- インド
- イラク
- イギリス